# 化石の荒野
『化石の荒野』（かせきのこうや）は、1975年に発表された西村寿行による日本のミステリー・アクション小説、およびこれを原作として1982年に製作された日本映画。

## 出版経緯
1975年に『野性時代』12月号に掲載、1976年に角川書店より出版。

## 映画
1982年4月17日、全国東映洋画系公開。ドルビーステレオ、ビスタサイズ、カラー123分。角川春樹事務所と東映との提携作品。宣伝費に2億3000万円をかけたが、結果は角川映画始まって以来の不入りとなった。
「西村寿行原作の映画はヒットしない」というジンクスが存在し、過去の西村寿行原作映画の興行成績は『君よ憤怒の河を渉れ』が配収2.4億円、『犬笛』が4.3億円、『黄金の犬』が2.8億円となっていた。このため配給を担当した東映は、映画化に随分と反対したとされるが、当時、角川文庫での「西村寿行フェア」で累計販売部数1000万部を超えた売り上げを出していたため、角川映画がこのジンクスを払拭できるかが注目されていた。製作した角川春樹は、「（菅原）文太や鶴田（浩二）で当たらなくても俺が渡瀬（恒彦）で当ててやる」と意気込んだが、周囲のブレーンに薦められて起用した監督の長谷部安春が全くの期待外れで、試写を見て、映画の出来栄えに愕然としたという。後年、角川は「無残な思いをしても、プロデューサーとしては面白いと言わなければならない」と複雑な胸中を吐露している。
6大都市（東京・川崎・横浜・大阪・京都・神戸）では1本立て公開されたが、地方では2本立てで公開された。A級作品同士の組合せでなければ、2本立てにしても相乗効果は出ないと言う角川春樹が、2本立ての相手に選んだのが富士映画『窓からローマが見える』（池田満寿夫監督）だった。池田監督の前作は『エーゲ海に捧ぐ』で配給収入は8.5億円（『レガシー』とのセットで10.5億円）。今回が角川映画と富士映画の初の配給提携となった。地方での2本立ての配給収入の按分は、都市部での1本立ての配給収入の比率で分けることになっていた。
しかし、キネマ旬報は『エマニエル夫人』の観客層と重なる官能映画である『窓からローマが見える』と男性向けアクション映画である本作の組合せには公開前から疑問視していた。製作サイドは配給収入20億円を目標としていたが、キネマ旬報は配収10億円を超えればヒットと予想していた。

### あらすじ
警視庁捜査一課の敏腕部長刑事・仁科草介はとある深夜、自宅マンションで三人組の男の襲撃を受け、外国人貿易商殺害の濡れ衣を着せられた。仁科は友人の新聞記者・峰島の協力を得て独自捜査を開始する。そんな中、仁科の元に山沢と名乗る男から奇妙な依頼が舞い込む。大物政治家・中臣晴義の長男で元警察官僚、現在はゲームハンターとして各地の山岳地帯を渡り歩いている中臣克明の動向を調査し、報酬として5000万円を支払うという内容だった。山沢は仁科を計画に引き入れるため、意図的に今回の冤罪事件を仕組んだことも明かした。仁科は真相究明のためにこのオファーを承諾し、手配の網を掻い潜りながら克明を追うが、やがてその背後に蠢くオホーツクに消えた5トンの金塊を巡る巨大な陰謀、そして仁科自身の出生の秘密も明らかになっていく。

### キャスト
- 仁科草介 - 渡瀬恒彦
- 雪江千沙 - 浅野温子
- 山沢雪彦 - 郷鍈治
- 田山恵子 - 范文雀
- 坂本英夫 - 大木実
- 平井剛一 - 田中明夫
- 吉宗和也 - 垂水悟郎
- 松木安男 - 加藤武
- 荒井記者 - 室田日出男
- 野川敬造 - 青木義朗
- 藤沢記者 - 角川春樹
- 岩下巡査 - 阿藤海
- 立花育子 - 竹田かほり
- 堂本 - 山西道広
- 平井の手下 - 成瀬正、友金敏雄、椎谷建治
- 斎藤記者 - 加藤大樹
- 高桑秘書 - 伊吹徹
- コマンド部隊 - 荻原紀、二家本辰巳
- 峰島の息子 - 長谷部晋作（ノンクレジット）[7]
- 片山記者 - 江角英
- 浅井カメラマン - 片桐竜次
- ホステス - 竹井みどり
- 清水記者 - 鹿賀丈史
- 山崎巡査 - 宍戸錠
- 中臣晴義 - 佐分利信
- 峰島悟 - 川津祐介
- 中臣克明 - 夏八木勲
- その他 - 遠藤征慈、重松収、伊藤紘、浜口竜哉、飯田浩幾、レオ・メネゲリー、氷室浩二、檀喧太、城野勝巳、戸塚孝、森岡隆見、郷内栄樹、高橋正昭、新井一夫、加々良一和輝、前島良行、国宗篤、速水隆、平井雅士、斉藤克美、堺美紀、内藤杏子

### スタッフ
- 製作 - 角川春樹
- プロデューサー - 黒澤満、紫垣達郎
- 原作 - 西村寿行（角川文庫版）
- 監督 - 長谷部安春
- 脚本 - 丸山昇一
- 製作補 - 和田康作
- 撮影 - 森勝
- 照明 - 渡辺三雄
- 録音 - 福島信雅
- 音響効果 - 坂井三郎（東洋音響）
- 美術 - 中村州志
- 装飾 - 橋本俊雄
- 撮影効果 - 落合保雄
- 編集 - 鈴木晄
- 助監督 - 飛河三義、丸久夫
- 音楽監督 - 萩田光雄
  - 企画製作 - 角川レコード
  - サントラ盤 - コロムビア・レコード
- 主題歌「化石の荒野」
  - 歌 - しばたはつみ
  - 作詞 - 阿久悠
  - 作編曲 - 萩田光雄
- 音楽プロデューサー - 高桑忠男（東映音楽出版）
- 音楽プロデューサー補 - 大川裕
- スチール - 遠藤功成
- 記録 - 今村治子
- カー・スタント - 三石千尋とマイクスタントマンチーム
- 疑斗 - 高倉英二
- 製作宣伝 - 滝島留一
- 演技事務 - 飯塚滋
- 製作担当者 - 田中雅夫
- 美術制作 - 東映美術センター
- 衣裳 - 第一衣裳
- スタジオ - 東映東京撮影所
- 録音スタジオ - にっかつスタジオセンター
- ステレオ光学録音 - 東宝映像、TKL-STEREO（東京現像所）
- 現像 - 東映化学
- 撮影協力 - 東亜国内航空、ダイワスポーツ
- 制作協力 - セントラル・アーツ
- 角川春樹事務所 = 東映提携作品
- 配給 - 東映

### 「金塊探し」イベント
映画の公開に先立つ1982年4月11日、東京地区を対象として「暗号を解いて金塊（実際には1枚10万円相当の金貨10枚を10人分）を探そう」という宣伝イベントが実施された。このイベントは当日朝のラジオCMで最初のメッセージを流し、それを解いて国電に乗ると車内に次の場所（大井競馬場）を示すメッセージの広告が掲示されているというものであった。角川書店はこの前年に「宝探し」の暗号を記したイギリスの絵本『仮面舞踏会』を翻訳刊行して話題を集めていた。当時の報道によると大井競馬場に来た参加者は1万8千人。チェックポイントは7つ用意され、最終的な「金塊」の隠し場所は町田市に角川書店の系列会社が所有する「多摩文庫」であったが、そこに向かう専用バス（6台）を用意した最終チェックポイントの小田急小田原線鶴川駅には、主催者側が想定した500人を大きく上回る3000人の参加者が集まり、バスに乗りきれない事態になった。一部の参加者は最後のバスを取り囲んだり前に座り込んだりして町田警察署から警察官50人が出動する騒ぎとなり、最終的に午後8時過ぎに主催者側が「別の日に違うルートで再度金塊探しを実施する」と釈明したことで収束した。この騒ぎが起きる前に多摩文庫に到着した参加者（400人以上）によって8人分の金貨は回収されており、残る2人分を再実行用とした。警察には事前にバスチャーターに関わる交通整理の依頼しか寄せられておらず、「金塊探し」の企画は伝えられていなかった。

### ビデオソフト
VHS
1982年4月17日発売 / 品番 - VAF1117 / 発売 - ポニー / 販売 - 東映、東映ビデオ
レーザーディスク
1987年8月21日発売 / 品番 - TLL2346 / 発売 - 角川春樹事務所 / 販売 - 東宝
DVD
2004年1月28日発売 / 品番 - DABA-0457 / 発売 - 角川大映 / 販売 - ユニバーサルミュージック
4K Ultra HD Blu-ray
2023年1月27日発売 / 品番 - DAXA-5880 / 発売 - KADOKAWA